# Salata (Pologne)
Pour les articles homonymes, voir Salata.
Salata est une localité polonaise de la gmina de Smyków, située dans le powiat de Końskie en voïvodie de Sainte-Croix.